# Environmental Audio Extensions
Environmental Audio Extensions (EAX) — технология Creative Labs для создания звуковых эффектов окружающей среды, используемая в звуковых картах Sound Blaster и Creative NOMAD/Creative Zen. Последняя версия EAX 5.0 представлена в семействе звуковых карт X-Fi в августе 2005 года.

## Технология
Системы аудиопозиционирования, вроде DirectSound3D, управляют местоположением в 3D-пространстве игры источников звука и слушателя. Например, игра может использовать DirectSound3D для создания раздельных источников звука для каждого существа в игре, получая, таким образом, звуки выстрелов и голоса в разных местах 3D-мира. Эти звуки, так же как и слушатель, могут перемещаться в пространстве. Разработчики игр могут использовать такие звуковые возможности, как палитра направлений (звук в одном направлении может идти громче, чем в другом), эффект Доплера (высота звука зависит от скорости перемещения его источника относительно слушателя).
EAX улучшает DirectSound3D созданием виртуального окружающего аудиомира вокруг источников звука и слушателя. Эта технология эмулирует реверберации и отражения, идущие со всех сторон от слушателя. Эти эффекты создают впечатление, что вокруг слушателя существует реальный мир со своими параметрами, как то: размер помещения, отражающие и поглощающие свойства стен и другие. Программисты игр могут создавать различные акустические эффекты для разных помещений. Таким образом, игрок, который играет в EAX-игру, может слышать разницу в звуке при переходе из коридора в пещеру.
В дополнение к созданию окружающих эффектов, EAX 1.0 может изменять параметры различных источников звука. При изменении местоположения источника звука относительно слушателя автоматически изменяются параметры реверберации.
EAX используется во многих популярных компьютерных играх, в том числе Half-life, Counter-Strike, Grand Theft Auto San Andreas, Grand Theft Auto IV, S.T.A.L.K.E.R., Doom 3 и многих других. Эти игры поддерживают EAX версий 4.0 и 5.0, если на компьютере установлено аудиоустройство, драйвер которого поддерживает OpenAL. Поскольку аппаратное ускорение DirectSound и DirectSound3D больше не поддерживается в Windows Vista, технология OpenAL, очевидно, наберёт популярность среди разработчиков, которые хотели бы использовать EAX в своих играх.
Большинство выпусков версий EAX совмещается с ростом числа одновременной аппаратной обработки голосов аудиопроцессором: EAX 1.0 поддерживает 8 одновременно звучащих голосовых потоков (каналов), в то время как EAX 5.0 допускает 128 голосов (и до 4 эффектов, применяемых для каждого).

## Версии EAX
EAX имеет много итераций при разработке, каждая из которых добавляла всё больше функций. Ниже приведён обзор имеющихся в настоящее время версий EAX и их функции по отношению к предыдущей версии.

### EAX 1.0
EAX 1.0 представлен в звуковых картах Sound Blaster Live!.
- Аппаратная поддержка 8 одновременно звучащих каналов.
- Аппаратная поддержка 32 индивидуальных каналов.
- Аппаратный DSP Rendering.
- Поддерживает изменение места в игре реверберации и отражений.
- Имеет большое количество пресетов.
- Позволяет (ограниченно) изменять реверберацию окружения.
- Позволяет автоматически изменять интенсивность реверберации, в зависимости от положения источника звука относительно слушателя.

EAX 1.0 строит звуковую сцену на основе заранее созданных пресетов, учитывая дистанцию между источниками звука и слушателем. Соответственно, EAX 1.0 предоставляет большой набор пресетов «на все случаи жизни». Также имеется возможность изменять параметры поздней реверберации (дэмпинг, уровень) и автоматическое изменение уровня в зависимости от расстояния. Благодаря этому происходит улучшенное восприятие расстояния до источника.

### EAX 2.0
- Обновлена реверберационная модель.
- Добавлены эффекты звуковых преград (Obstructions) и поглощений (Occlusions).
- Отдельное управление начальными отражениями и поздними реверберациями. Непрерывный контроль размеров помещений. Улучшенная дистанционная модель для автоматического управления реверберациями и начальными отражениями, основанными на местоположении источника звука относительно слушателя.
- Возможность учитывать звуковые свойства воздуха (поглощение звука).
- Теперь для использования эффектов Environmental Audio не требуется описание геометрии помещения.

EAX 2.0 построен на возможностях первой версии и создаёт ещё более реалистичные эффекты за счёт поддержки преграждения и отражения звука, а также на улучшенной технологии определения направления звука.

### EAX 3.0
- Аппаратная поддержка 64 индивидуальных каналов.
- Контроль за ранними реверберациями и отражениями для каждого источника звука.
- Динамический переход между окружающими моделями.
- Улучшенная дистанционная модель для автоматического управления реверберацией и начальными отражениями в зависимости от положения источников звука относительно слушателя.
- Расчёты Ray-Tracing (отражение лучей) для получения параметров отражения для каждого источника звука.
- Отдельные отражения для дальних эхо.
- Улучшенное дистанционное представление, призванное заменить статические реверберационные модели.

EAX 3.0 совмещает вторую версию с более мощными возможностями. Новый уровень реализма достигается за счёт поддержки местных отражений, изолированных отражений, «бесшовных» переходов между звуковыми сценами и другими особенностями.

### EAX 4.0
EAX 4.0 представлен в звуковых картах Sound Blaster Audigy 2.
- Аппаратные эффекты реального времени
- Множество одновременных окружений
- Flange (Флэнжер)
- Echo (Эхо)
- Distortion (Дисторшн)
- Ring modulation effects (Эффект кольцевой модуляции)

### EAX 5.0
EAX 5.0 представлен в звуковых картах Sound Blaster X-Fi и ASUS ROG Xonar Phoebus.
- Аппаратная поддержка 128 индивидуальных каналов по 4 эффекта на каждый канал.
- EAX Voice (обработка входящего сигнала микрофона).
- EAX PurePath (повышение точности позиционирования виртуальных источников звука).
- Environment FlexiFX (4 слота для эффектов на каждый канал).
- EAX MacroFX (реалистичные эффекты позиционирования на близком расстоянии).
- Environment Occlusion (эффект создаёт впечатление, что источник звука находится в другом месте, за стеной).

### Будущее
Согласно спецификации OpenAL 1.1 компании Creative, EAX должен считаться устаревшим. Новые разработки должны использовать интерфейс OpenAL EFX, который более плотно интегрирован со всей средой OpenAL.

## Эмуляция EAX
В дополнение к аппаратным устройствам, Creative выпустила драйвера эмуляции EAX для компьютеров со встроенной звуковой картой.
Различия заключаются в комплекте поставки программного обеспечения. Sound Blaster Audigy ADVANCED MB включает Creative Audio Center, Creative MediaSource 5 Проигрыватель/Органайзер, Creative WaveStudio 7, Creative ALchemy; Sound Blaster X-Fi MB включает «Консоль развлечений» (англ. Entertainment Console), Creative Karaoke Player, Creative MediaSource 5 Player/Organizer, Creative WaveStudio 7, Creative Audio Console, Creative ALchemy.

### Sound Blaster Audigy ADVANCED MB
Также известен как Sound Blaster Audigy ADVANCED MB, он похож на Audigy 2 SE, а программное обеспечение поддерживает EAX 3.0, который поддерживает 64-канальные программные таблицы волн с DirectSound ускорением, но без аппаратного ускорения синтеза таблицы волн. ЦАП оценен как 95дБ по отношению сигнал/шум.
Он доступен как встроенная опция для ноутбуков Dell Inspiron, Studio and XPS.
Последняя версия драйверов поддерживает EAX 4.0.

### Sound Blaster X-Fi MB
Возможности:
- Поддержка EAX 4.0 и OpenAL
- Кристаллизатор
- CMSS-3D
- SVM
- Графический эквалайзер
- Creative ALchemy (только Windows Vista, дает возможность использовать EAX в Vista)
- Console Launcher (Entertainment Mode)
- Audio Console
- Karaoke Player
- Creative WaveStudio
- Creative MediaSource

В отличие от своего предшественника, Audigy Advanced MB, X-Fi MB не включает в себя программный синтезатор SoundFont. Другое отличие состоит в том, что она имеет возможность участвовать в 30-дневном испытательном режиме.

## Версии аудиоплееров
Аналоги технологии EAX также присутствуют в некоторых цифровых аудиоплеерах от Creative. Например, в сериях Creative NOMAD и Creative Zen. В этих устройствах реализованы следующие эффекты и функции:
- Реверберация
- Speed-shifting (медленный или быстрый)
- Адаптация к окружающей среде (поезд, самолет, общественные места и т. д.)
- Звук изображения (широкий, узкий и т. д.)
- Простой графический эквалайзер